# Gouvernement Perrone
Royaume de Sardaigne
Alfieri Gioberti
Le gouvernement Perrone (Governo Perrone, en italien) est le gouvernement du royaume de Sardaigne entre le 11 décembre 1848 et le 16 décembre 1848, durant la Ire législature du royaume de Sardaigne.

## Historique

### Président du conseil des ministres
Ettore Perrone di San Martino